# PI STORY
PI STORY（ぱいすとーりー）は韓国のNCONY ENTERPRISEが開発したMMORPG。日本ではゲームオンが運営を行なっていた。

## 概要
2DCGで開発されているため必要スペックは低く、旧型および廉価版のPCでも充分遊ぶことができる。
2007年5月25日に第1次クローズドβが開始され

、その後6月に第2次クローズドβが実施された

。予定では2007年7月4日に正式サービス開始が予定されていた

が、公開2日前に急遽延期となった

。その後第3次

、第4次

のクローズドβが実施され、第4次クローズドβに終了後に意見・要望を反映した上で12月にオープンβサービスを行なうことをアナウンスしたが、その後の進捗がほとんどない状況になった。
そして年が明けた2008年1月23日、突如「完成度がユーザーのニーズに反映されていない」という理由から公式サイトの閉鎖と独占ライセンスの解除を発表、日本でのサービスは中止となった

なお、ゲームオンは完成度が高まり日本でのサービスができるようになり次第、再び独占ライセンス獲得の交渉を行うと発表している。

## システム
ミッションをこなしていくことで次のミッションへ進むことができるシステムとなっている。ミッションはエピソードで大きく分かれており、エピソード内のミッションをすべてクリアしないと次のエピソードへ進めない仕組みである。
職業は初期はノービスから始めるが、転職クエストを受けることによりファイターやマジシャンなどに転職することができる。

## サーバー一覧
- エリアサーバー
- シャキアサーバー